# Mysia Wieża

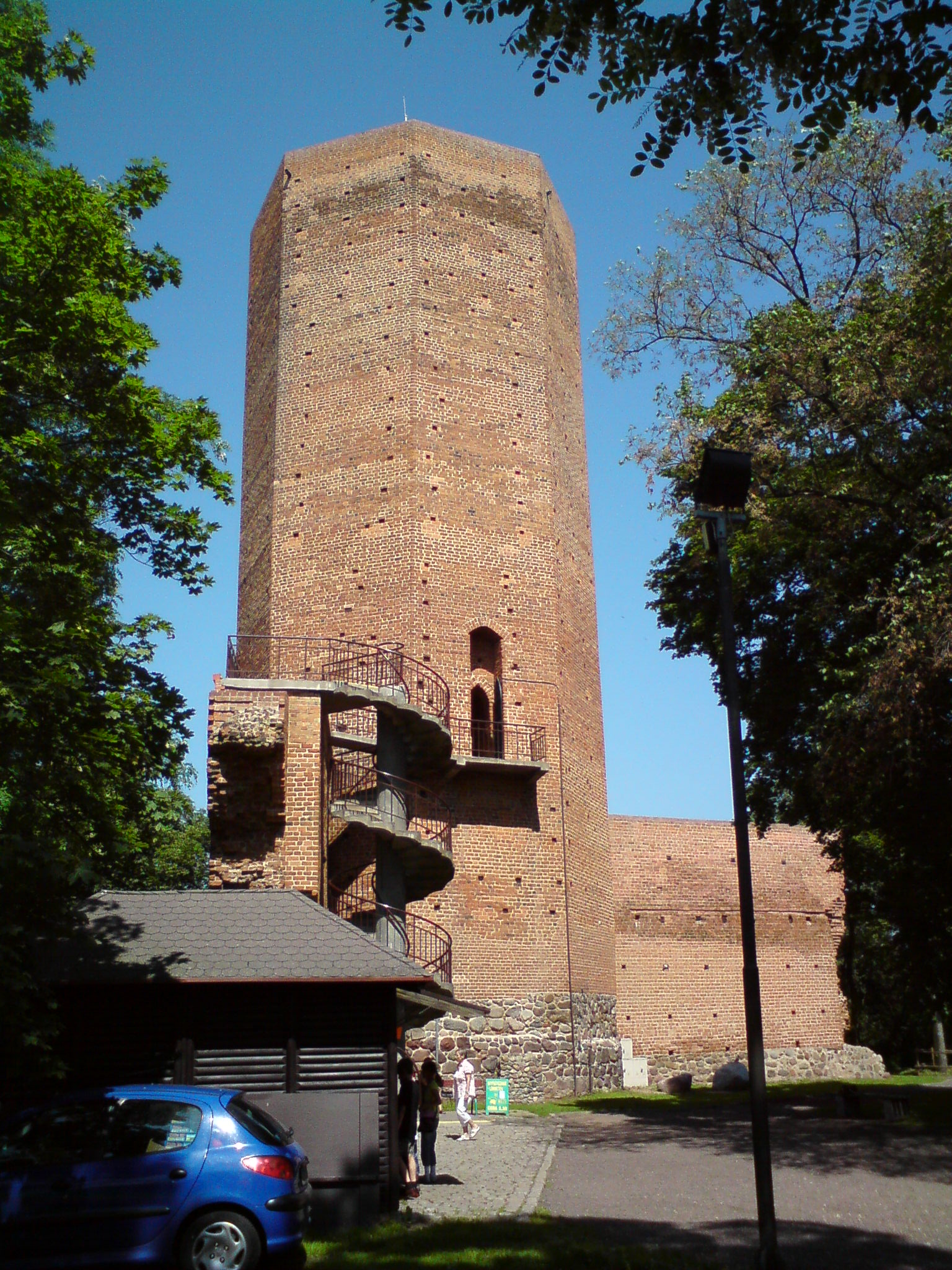
Mäuseturm

Mysia Wieża (deutsch: Mäuseturm) ist ein 32 Meter hoher, achteckiger Ziegelturm, der sich auf der Halbinsel Rzępowski am Gopłosee im polnischen Kruszwica befindet. Der Turm ist innen rund und die Löcher an seiner Außenwand sind keine Fenster, sondern die Spuren von Gerüsten. Der Turm ist ein überdauerter Teil des Schlosses in Kruszwica, das um 1350 König Kasimir der Große errichten ließ. Ursprünglich war es eine Festung, die Kruszwica vor den Rittern des Deutschen Ordens schützen sollte. Nach dem Niedergang des Ordens wurde es Sitz der Kastellanei und der Starostei von Kruszwica. Nach zwei Jahren Besetzung wurde das Schloss 1657 von den Schweden in die Luft gesprengt. Der Turm wurde nicht zerstört. Seit 1895 ist er eine touristische Sehenswürdigkeit und ein Aussichtspunkt. Von seinem Gipfel aus kann man Inowrocław, Strzelno und Radziejów sehen.

## Legende
Es gibt einige mit dem Turm Mysia Wieża verbundene Legenden. Sein Name bezieht sich auf die Legende von dem polnischen Herrscher Popiel, der vom Fürsten der Polanen Siemowit (ein Vorfahre von Herzog Mieszko I.) abgesetzt wurde. Diese Legende wird in der polnischen Chronik von Gallus Anonymus beschrieben. Die Geschichte soll jedoch fast vierhundert Jahre vor dem Bau des heutigen Turms geschehen sein – auf diesen Ort wird erst in der Großpolnischen Chronik hingewiesen. Eine beliebte Theorie besagt, dass die Legende wahrscheinlich aus westeuropäischen Quellen stammt, da in Deutschland eine ähnliche Sage über einen bösen Herrscher, der in einem Turm von Mäusen gefressen wurde, vorhanden ist und sich auf den Mäuseturm in der Stadt Bingen am Rhein bezieht. Doch wie Jacek Banaszkiewicz aufgezeigt hat, konnte die Legende von dem von Mäusen gefressenen Herrscher nicht aus Deutschland entlehnt worden sein, da sie bereits während der Entstehung von „Mauslegenden“ erschien und einfach ein Teil des vorindoeuropäischen symbolischen Erbes ist.

## Galerie

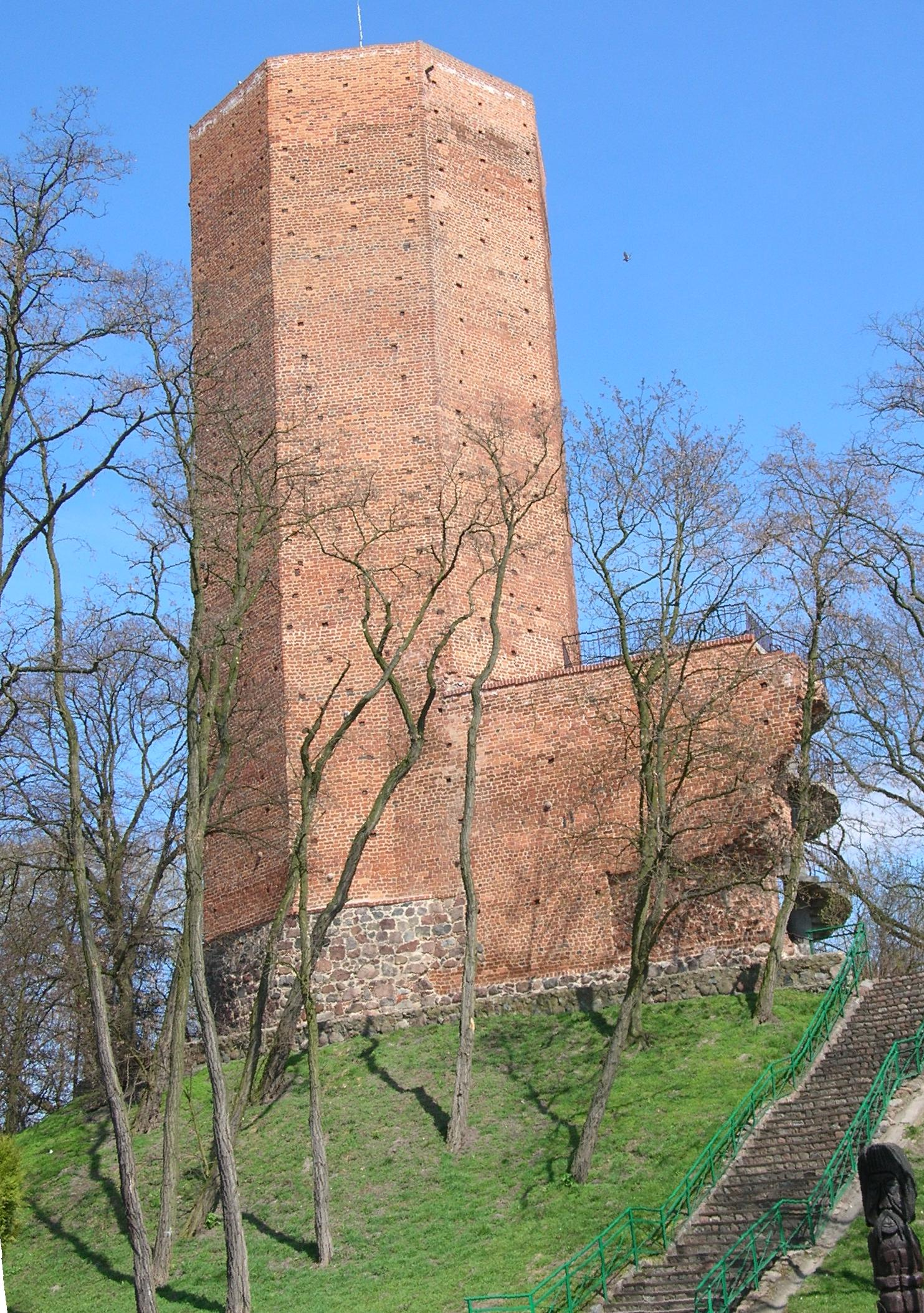
Der Blick an einem sonnigen Tag
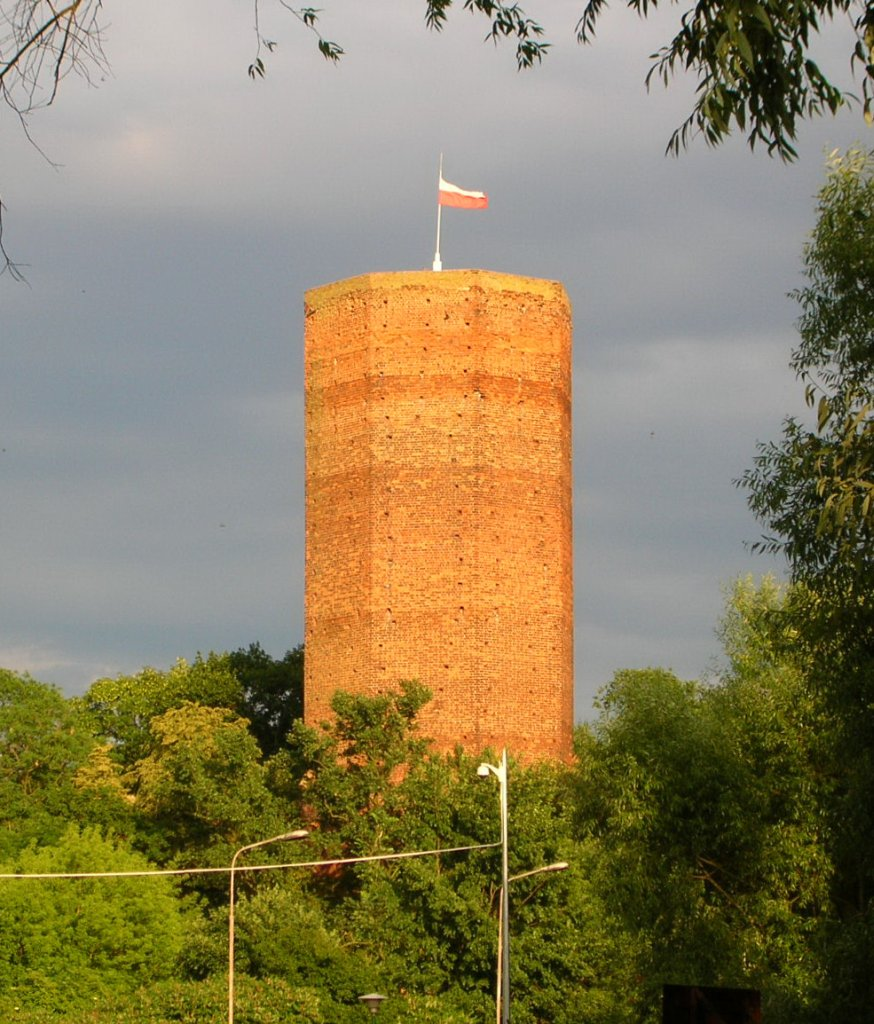
Der Blick bei Sonnenuntergang
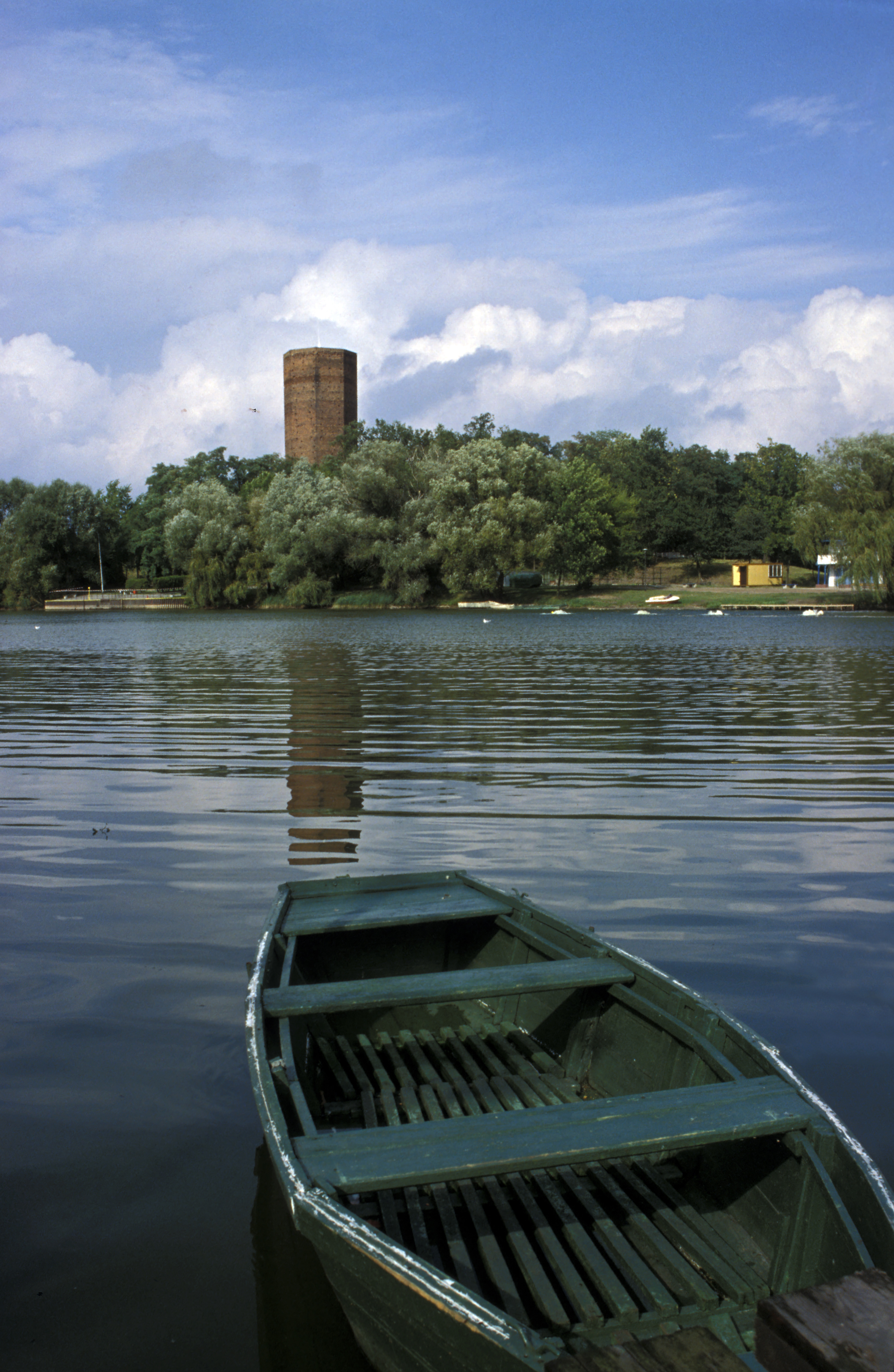
Der Blick von dem Gopło-See
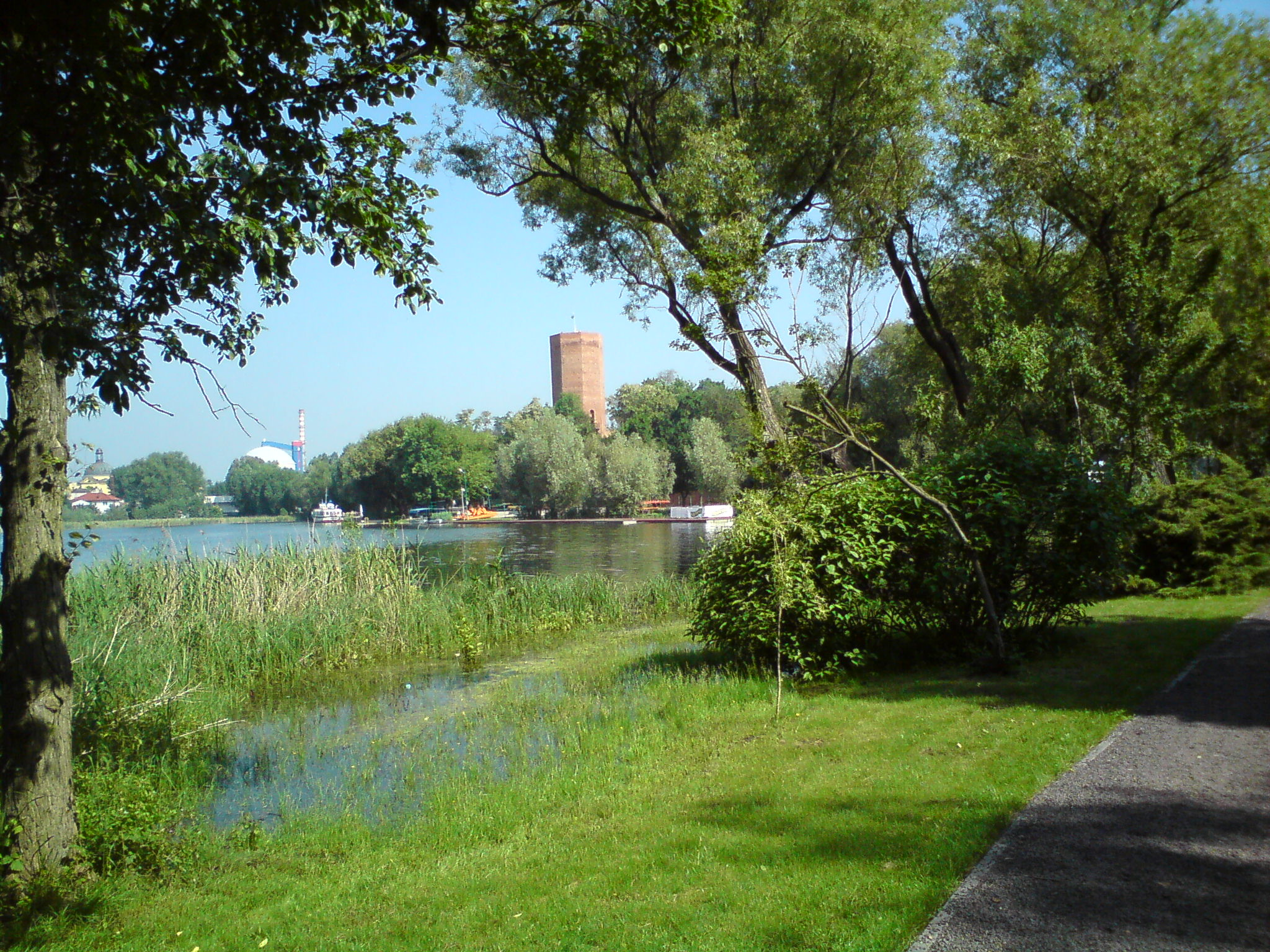
Der Blick von der Halbinsel Rzępowski
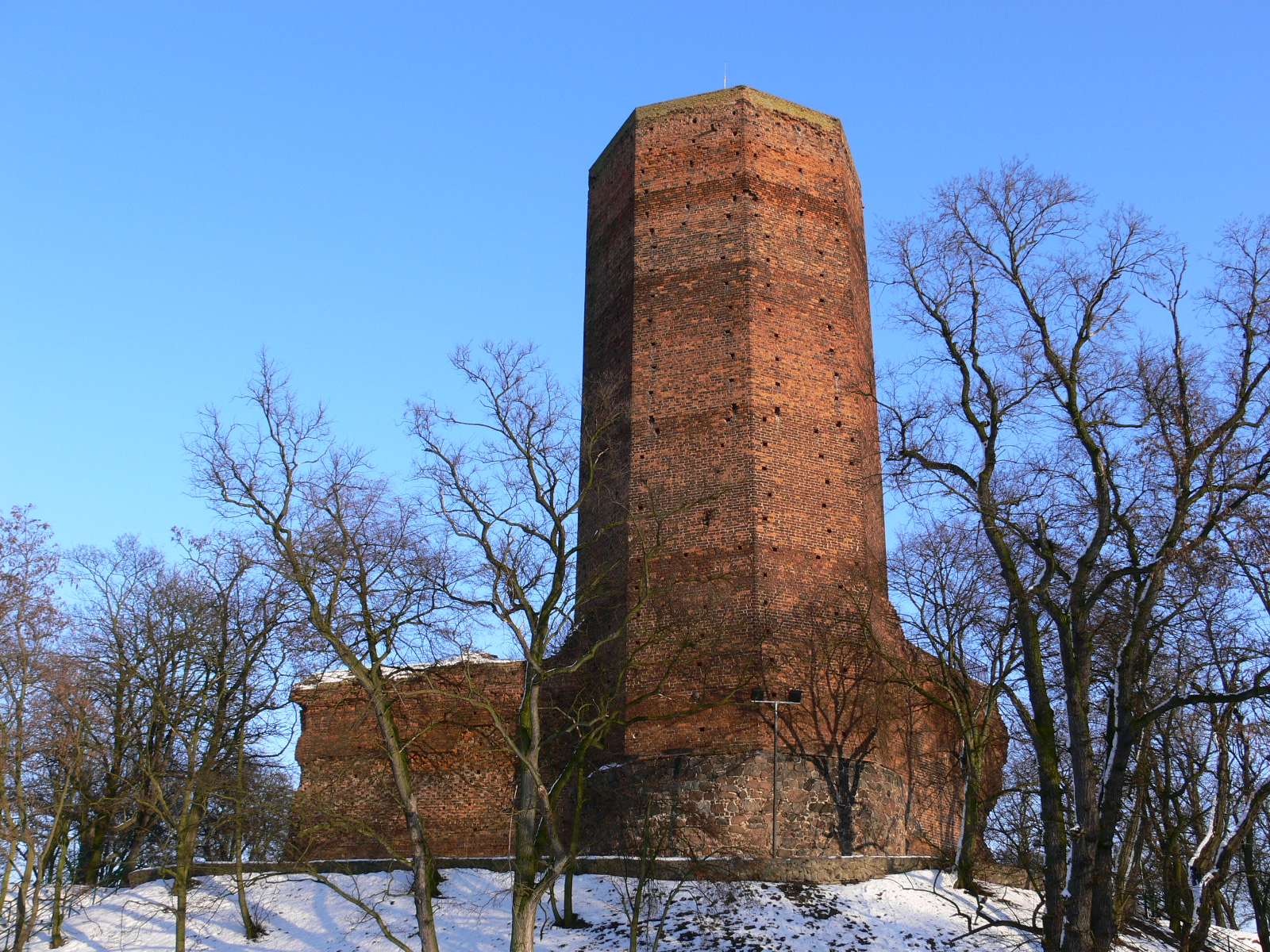
Der Blick im Winter
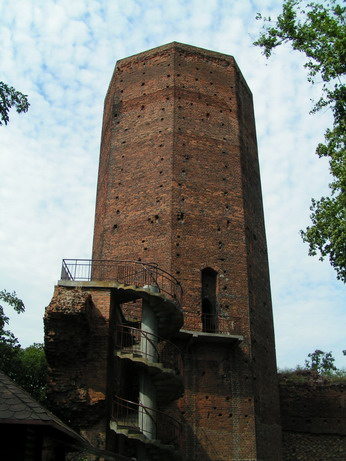
Der Blick im Sommer